# Министарство пољопривреде, шумарства и водопривреде Републике Србије
Министарство пољопривреде, шумарства и водопривреде је министарство унутар Владе Републике Србије. Тренутни министар пољопривреде, шумарства и водопривреде је Александар Мартиновић од 7. маја 2024. године.

## Надлежности
Министарство је послове државне управе који се односе на:
- стратегију и политику развоја пољопривреде и прехрамбене индустрије
- подстицаје у области прехрамбене индустрије
- анализу производње и тржишта пољопривредних производа
- билансе пољопривредно-прехрамбених производа и систем робних резерви основних пољопривредно-прехрамбених производа
- уређење заједничког тржишта, мере тржишно-ценовне политике, структурне политике и земљишне политике у пољопривреди
- мере подстицаја за унапређење пољопривредне производње
- предлагање системских решења и мера заштите при увозу пољопривредних и прехрамбених производа
- заштиту и коришћење пољопривредног земљишта
- производњу аграрних инпута за пољопривредну и прехрамбену индустрију, производњу и промет алкохолних и безалкохолних пића, етанола, дувана и производа од дувана и прехрамбених производа
- контролу квалитета пољопривредних производа и прехрамбених производа, вина, алкохолних и безалкохолних пића, воћних сокова, концентрисаних воћних сокова, воћних нектара, воћних сокова у праху, минералних вода, етанола, дувана и производа од дувана у унутрашњем и спољном промету
- рурални развој
- земљорадничко задругарство
- стручне пољопривредне службе
- систем тржишних информација у пољопривреди
- производњу, цертификацију и контролу квалитета и промета семена и садног материјала
- признавање и заштиту сорти биља и раса домаћих животиња
- очување и одрживо коришћење биљних и животињских генетичких ресурса за храну и пољопривреду
- стварање услова за приступ и реализацију пројеката из делокруга тог министарства који се финансирају из средстава претприступних фондова Европске уније, донација и других облика развојне помоћи
- инспекцијски надзор у области пољопривреде
- управљање пољопривредним земљиштем у државној својини
- успостављање и вођење информационог система о пољопривредном земљишту у Републици Србији
- додељивање средстава за извођење радова и праћење реализације годишњег програма заштите, уређења и коришћења пољопривредног земљишта у Републици Србији
- праћење израде Пољопривредне основе Републике Србије и њено остваривање
- вођење регистра пољопривредних основа јединица локалне самоуправе
- остале послове одређене законима

## Органи управе у саставу Министарства пољопривреде, шумарства и водопривреде
Органи управе у саставу Министарства пољопривреде, шумарства и водопривреде на основу Закона о министарствима су:
- Управа за ветерину
- Управа за заштиту биља
- Републичка дирекција за воде
- Управа за шуме

Органи управе у саставу Министарства пољопривреде, шумарства и водопривреде на основу других закона су:
- Управа за аграрна плаћања
- Дирекција за националне референтне лабораторије
- Управа за пољопривредно земљиште